# Denys Affre
Denys Auguste Affre (Saint-Rome-de-Tarn, no departamento de Aveyron, 27 de setembro de 1793 – Paris, 27 de junho de 1848) foi o 126º arcebispo de Paris.

## Biografia
Affre foi educado para o sacerdócio em São Sulpício, onde em 1818 se tornou professor de teologia dogmática. Depois de preencher um certo número de cargos eclesiásticos, foi nomeado Arcebispo de Paris, em 1840. Apesar da oposição feita ao governo de Luís Filipe, Affre não tomou parte na política, e dedicou-se ao seu trabalho pastoral. Seu episcopado, contudo, é lembrado principalmente por seu fim trágico. Durante a insurreição de junho de 1848, o arcebispo acreditou que, por sua interferência pessoal, a paz pudesse ser restaurada entre os militares e os insurgentes. Assim, apesar da advertência do general Cavaignac, Affre montou uma barricada na entrada do Faubourg Saint-Antoine, tendo um ramo verde como sinal de paz. Havia falado apenas umas poucas palavras, quando os insurgentes, ao ouvirem alguns tiros, e imaginando que foram traídos, abriram fogo sobre a Guarda Nacional. O arcebispo foi gravemente ferido, atingido por uma bala perdida. Foi removido para o seu palácio, onde morreu em 27 de junho.
No dia seguinte, a Assembleia Nacional emitiu um decreto expressando sua grande tristeza por causa de sua morte. O funeral público, em 7 de julho, foi um dos espetáculos mais marcantes na história de Paris.
O arcebispo escreveu vários tratados de valor considerável, incluindo um Essai sur les hieroglyphes egyptiens (Paris, 1834), no qual mostrou que o sistema de Champollion era insuficiente para explicar os hieróglifos.